# Bitka kod Klisa 1537.
Bitka kod Klisa odigrala se 1537. godine kod kliške tvrđave. To je bila borba za komad Hrvatskoga Kraljevstva koji je ostao odsječen na jugu. Klis je do tada s bližim okružjem ostao jedinim slobodnim dijelom Hrvatskoga Kraljevstva na jugu, prava enklava.

## Uvodne okolnosti
Zbog svojega istaknutoga položaja dugo vremena predstavljao je Klis teško osvojivu utvrdu. Srednjovjekovni Klis bio je sjedište uskoka, hrvatskih boraca protiv turske i mletačke najezde.
Osmanskom osvajanju pridonijeli su kunktatorskom politikom i Mlečani, koji su podišli zahtjevu osmanskog sultana. U dukali dužda Andree Grittija nadnevka od 10. veljače 1537. stoji zapovijed splitskome knezu da nitko od Splićana ne smije ni na koji način pomagati Klisu. Sankcija za prekršitelje bila je smrtna kazna i gubitak svih dobara. Isto je bilo zapovijeđeno i prije, prema zahtjevu sultana i osmanske vlade, a preko bosanskog sandžaka.

## Tijek bitke
Početkom 1527. godine Osmanlije su zauzeli Obrovac i Udbinu. Jedina utvrda južno od Velebita koja je još ostala u hrvatskim rukama bio je Klis u zaleđu Splita. Obranom klisa rukovodio je Petar Kružić, a posadu su činili uskoci,prebjezi iz zemalja koje su osvojili Osmanlije. Godine 1528. Osmanlije su organizirale nove pohode prema sjeveru i sjeverozapadu te su 1529. godine opsjeli i sam Beč. Pod vodstvom sultana Sulejmana I. opet su 1532. krenuli prema svom cilju,Beču. Zaustavili su se pred Kisegom u Ugarskoj,kojeg je branio iskusni vojvođa Nikola Jurišić. Nakon neuspjeha kod Kisega zbog približavanja zime, Sulejman I. odustao je od osvajanja Beča i vratio se preko Slavonije u Osmansko Carstvo. To je bio jedini slučaj da je osmanlijski sultan prešao hrvatskom zemljom.

## Posljedice
Nakon što su zauzeli tvrđavu, Turci su 12. ožujka smaknuli njezina junačkog kapetana Petra Kružića. 
Preostali kliški uskoci, nakon pada tvrđave, preselili su se u Senj (senjski uskoci).
Nepromišljena politika podilaženja osmanskom osvajaču i prepuštanju Klisa samima sebi brzo je polučila loše plodove. Nakon što je pao Klis, Split i okolicu zahvatila je panika. Posljedica je bila bijeg pučanstva u svim mogućim pravcima. Da bi spriječio loše posljedice koje depopulacija nosi obrani i gospodarstvu, splitski je knez 24. ožujka 1537. zapovijedio da se svi seljaci iz Vranjice, podgrađa Kuka, Sućurca i Opaćeg sela koji su izbjegli moraju unutar osam dana, pod prijetnojm ustupanjem njihove imovine drugima. Osim izbjeglom pučanstvu, zaprijetio je i svim onima koji su ih odvozili. Parunima brodova zabranio je odvoziti ljude i njihove stvari sa splitskog područja. Sankcija kojom im je prijetio bilo je rastezanje na konopu i spaljivanje njihovih lađa. 2. travnja Žrnovničanima je zapovijedio vratiti se u selo unutar dva dana, skupa s obiteljima i stvarima, pod prijetnjom oduzimanja "zemalja, vinograda, kuća i svih njihovih dobara".
Nepomaganje kršćanskim susjedima i politika nezamjeranja opet je stigla na naplatu iste godina. 14. listopada zapovijeđeno je srušiti sve kuće u splitskom zagrađu (predgrađu) i odnošenje građe, zacijelo da ne bi Osmanlijama poslužile u sad sasvim izvjesnoj budućoj opsadi grada.
Osvajanje Klisa otvorilo je uvjete da su Turci uspjeli doći i zauzeti Solin te prodirati kroz Kaštela na južnim obroncima Kozjaka, ali nikada nisu uspjeli zauzeti Split (napadi 1571. i dr.). Sam je gradić Klis postao sjedištem Kliškoga sandžaka. Tada je Murat-beg Tardić, Hrvat, poturica, osvajač Klisa, postao prvi sandžak-beg kliški. Osnivanjem Kliškoga sandžaka bilo je smanjeno područje Bosanskoga sandžaka, jer su u njegov sastav ušli svi osmanski posjedi sjeverozapadno od Solina, u jugozapadnom dijelu Bosne, Krbavi i Lici. Njegovo službeno sjedište bilo je u Klisu, iako su kliški sandžakbegovi uglavnom stolovali u Livnu.
1583. godine pokušalo se osloboditi Klis od osmanske vlasti no pohod nije uspio.
7. travnja 1596. godine su ga nakratko oslobodili u akciji koju su poduzeli splitski plemići Ivan Alberti i Nikola Cindro. Tada su im pomogli uskoci, Poljičani, Kaštelani i Bračani. Sandžak-beg Mustafa odgovorio je opsadom, dovevši pod kliške zidine više od 10.000 vojnika a Klisu i njegovim braniteljima, kojih je tada bilo oko 1.500, pokušao je pomoći general Juraj Lenković vodeći oko 1.000 vojnika i uskoka, no i sam je bio ranjen te se, poražen, povukao a Klis je bio predan Turcima 31. svibnja 1596 godine. To je privremeno oslobođenje odjeknulo u Europi, među domaćim stanovništvom i uskocima dajući im snažnu potporu u njihovim daljnjim nastojanjima za oslobođenje. Konačno je oslobođen od turske vlasti 1648. godine, za trajanja Kandijskoga rata, kada ga osvajaju Mlečani na čelu s Vukom Mandušićem i Stipanom Sorićem.

## Vanjske poveznice
- Povijest Klisa  Arhivirana inačica izvorne stranice od 1. travnja 2016. (Wayback Machine)
- Izvori za borbe Hrvata s Turcima  Arhivirana inačica izvorne stranice od 27. rujna 2007. (Wayback Machine)